# In Old Madrid
In Old Madrid è un cortometraggio muto del 1911 diretto da Thomas H. Ince e interpretato da Mary Pickford e Owen Moore. Prodotto dall'Independent Moving Pictures Co. of America (IMP), il film uscì nelle sale il 20 marzo 1911, distribuito dalla Motion Picture Distributors and Sales Company.

## Produzione
Il film, girato a Cuba, fu prodotto dall'Independent Moving Pictures Co. of America (IMP).

## Distribuzione
Il film - un cortometraggio di una bobina - venne distribuito dalla Motion Picture Distributors and Sales Company, uscendo nelle sale statunitensi il 20 marzo 1911. Nel 1914, dopo che l'IMP era confluita nella Universal Film Manufacturing Company, la nuova compagnia fece uscire il 24 dicembre di quell'anno una riedizione del film ribattezzando con il titolo In Sunny Spain.
Copia della pellicola (un positivo in 35 mm.) si trova conservata negli archivi della Library of Congress.

### Date di uscita
- USA	20 marzo 1911
- USA	21 dicembre 1914	 (riedizione)

Alias
- In Sunny Spain 	USA (titolo riedizione)